# Бетмен: Повратак Мрачног витеза

Бетмен: Повратак Мрачног витеза (негде познат и само као Повратак Мрачног витеза) јесте четвероделна мини-серија стрипова из 1986. у којој је главни јунак Бетмен (Ди-Си комикс). Написао ју је и нацртао Френк Милер, а Клаус Јансон је помагао на цртежу, док је Лин Варли бојила. Повратак Мрачног витеза говори о алтернативном Ди-Си универзуму у којој милијардер Брус Вејн има 55 година и у пензији је. Међутим, он се враћа из пензије и изолованости да би се борио против криминала што наилази на неодобрављање готамске полиције и извршне власти Сједињених Америчких Држава (САД). У причи се појављују и познати Бетменови непријатељи као што су Дволики, Џокер, а прича кулминира борбом противу Супермена, који ради за Владу САД. У причи се појављује и девојчица Кари Кели као нови Робин као и насилна улична банда под називоим Мутанти. У Ди-Си универзуму пре Флешпојнта, догађаји ове приче смештени су на Земљу 31.
Када је првобитно објављена прича, она је носила једноставан назив Бетмен: Мрачни витез, с различитим поднасловима за свако издање (Повратак Мрачнога витеза, Тријумф мрачног витеза, Лов Мрачног витеза и Пад мрачног витеза), али када је серијал у истој години касније обједињен, наслов прве приче (Повратак Мрачног витеза) је примењен на цео графички роман и од тада је остао неизмењен.

## Радња
Повратак Мрачног витеза је смештена у дистопијску верзију Готама 1986. године у којој се педесетпетогодишњи Брус Вејн одрекао Бетменова огртача након смрти Џејсона Тода (Робина) пре 10 година. Вејн сада живи као досадни стари нежења. Као резултат његова повлачења, злочини се шире градом и банда која себе назива Мутанти почела је да терорише становнике Готама. Када му се, гледајући филм о Зороу, врати сећање на трагичну смрт својих родитеља, уз то читавши и новинске текстове о Мутантима, њему се враћа нагон да се поново врати у борбу против злочина. Прве ноћи после повратка, Бетмен зауставља вишеструке нападе, укључујући онај на две малде девојке (Кари Кели и њену пријатељицу Мишел). Покушавајући да спречи оржуану пљачку исте ноћи, он сазнаје да починиоци злочина раде за Харвија Дента. Дент, који је раније био познат као зликовац Дволики, био је подвргнут јакој терапији и пластичној операцији коју је сам Вејн финансирао да би се Дент рехабилитовао. Бетмен обавештава комесара Џејмса Гордона да Дент можда планира још већа недела. Убрзо потом, Дент отима фрекфенцију градске телевизије и објављује своју намеру да бомбом уцени град како би му платили откуп. Када Бетмен победи Дента и његове бандите, схвата да се Дентов ум потпуно деформисао и да је комплетно стопљен с његовом дволиком персоном.
Инспирисана Бетменовим спасавањем, Кели себи купује костим који је имитација Робинова (Тодовог) костима и тражи Бетмена у нади да ће му помоћи. Сазнаје да ће Бетмен у бити на градскоме сметлишту и тамо пратити Мутанте. Иако Бетмен у бици која је уследила поражава Мутанте својим напредним оружјем, Вођа банде мутанта на крају га испровоцира те га уводи у борбу прса у приса. Током њихове туче, Бетмен је, упркос томе што је раније могао да парира Вођи по снази, зарђао и нешто је спорији због деценије неактивности, што резултира озбиљним повредама које му наноси Вођа. Међутим, Кели се умеша одвлачећи пажњу Вођи кога Бетмен на крају онеспособљава довољно дуго да побегне с Робин. У Бет-пећини, Вејнов батлер Алфред Пениворт негује Бетменове ране док Кели открива оригинални Робинов костим којем се диви, а који је припадао Џејсону Тоду. Вејн одлучује да задржи Кели као свога новог помоћника, упркос Алфредовом противљењу. Комесар Гордон дозвољава Бетмену да изазове поново Вођу, пустивши овог да побегне из затвора кроз канализациону цев. На крају канализационе цеви сукобљавају се Бетмен и Вођа други пут. Недостатак брзине Бетмен изједначава борбом у бплату, да би му, на крају, оштетио очи, руке, ноге, задавши мутанту брутални пораз. Видећи како Бетмен разваљује њиховог вођу, Мутанти се распуштају, а неки од њих формирају нову групу познатије као Синове Бетмена, користећи насиље у борби против криминала.
У Белој кући, Супермен и тренутни председник Роналд Реган разговарају о догађајима у Готаму, при чему председник САД сугерише да ће Супермен једнога дана можда морати да ухапси Бетмена. Супермен га обавештава да је можда боље прво разговарати с Вејном. Недуго затим, Супермен бива ангажован од стране извршне власти као подржка војсци САД у борби за измишљено острво у Латинској Америци Корто Малтезе (омаж Хугу Прату и његовом култном стрипу). У тој земљи за превласт се боре САД и Својетски Савез, а сукоб прети да ескалира у Трећи светски рат.
Гордон је разрешен дужности, иде у пензију, а на месту комесара долази Капетан Елен Јиндел која је изјавила да ће Бетмен бити гоњен као злочинац због својих активности. У исто време, Бетменов повратак стимулише Џокера да се пробуди из кататоније у Лудници „Аркам”. Пробуђен, Џокер манипулише својим домарима да би га пустили на телевизијски ток-шоу у којем све присутне убија отровним нервинм гасом који изазива смех пред смрт да би на крају побегао. Уз помоћ Селине Кајл, Бетмен и Робин прате Џокера до локалног сајма, избегавајући тиме полицијску потеру коју предводи Јиндел. Тамо схватају да Џокер већ ради на томе да убије невине посетиоце сајма. Бетмен побеђује Џокера у крвавоме обрачуну, који се завршава када Џокер почини самоубиство сломивши себи врат како би оптужио Бетмена за убиство. Након још једног сукоба с полицијом, Бетмен бежи уз помоћ Робин и започиње. Започиње лов на њих.
Супермен преусмерава совјетску нуклеарну бојеву главу која детонира у пустићи, при чему се готово убија и преживљава само упијајући Сунчеву енергију ускладиштену у биљкама једне џунгле на Земљи. Као резултат експлозије, САД су погођене електромагнетним импулсом и настаје хаос током нуклеарнога затамњења. У Готаму, Бетмен схвата шта се догодило и с Робин претвара мутанте и синове бетмена у несмртоностну банду маскираних освеника. Предводи их против пљачкаша који су желели да искористе ову лошу ситуацију у САД. Иако је хаварија, Готам постаје најсигурнији град у земљи због рада Бетменових банди. Америчка влада ово доживљава као срамоту и наређује Супермену да уклони Бетмена. Оливер Квин, предвиђа Вејну да ће владин „пас” Супермен и „слободни стрелац” Бетмен имати коначни сукоб. Супермен захтева састанак с Бетменом. Знајући да може умрети, Вејн одабире Алеју злочина (тамо у којој су му убијени родитељи) за коначну борбу. Бетмен се ослања на Суперменову рањивост због учешћа у нуклеарној експлозији.
Супермен покушава да уразуми Бетмена, али Бетмен користи своју технологију и вештину борбе прса у приса да би се борио као равноправан противник. Током битке, Супермен уништава Бетменов оклоп, Квин испаљује стрелу с криптонитом на врху и како би га знатно ослабио. Бетмен открива да је намерно поштедео Суперменов живот не користећи јачу дозу криптонита; искуство пребијања и блиске смрти Бетмен замишља као упозорење Супермену да се клони Бетменова пута. Пре него што успе да у потпуности победи Супермена, Бетмен изненада доживи срчани удар, на очиглед свих смртни. Алфред уништава Бет-пећину и Бетменов дворац пре него што ће умрети од можданога удара. У међувремену, открива се идентитет Бетмена као и чињеница да је нестало све Вејново богатство. Након сахране, открива се да је Бетменова смрт била исценирана употребом његове сопствене хемијске смеше која може суспендовати његове виталне знаке живота. Кларк Кент присуствује сахрани и намигује Робин након што је чуо рад срца у гробници. Нешто касније, Вејн одводи Робина, Квина и остатак његових следбеника у катакомбе иза Бет-пећине и припрема се за наставак рата противу злочина.

## Ликови
- Брус Вејн / Бетмен: Брус Вејн има 55 година и повучен је од Бетменових активности већ десетлеће. Када види да је насиље све чешће, не само у Готаму, већ и у свету, осећа снажну жељу да се врати као Бетмен и изиђе из своје депресије.
- Алфред Пениворт: Вејнов поуздани батлер, лекар и поверљиви човек; у осамдесетим годинама је.
- Кари Кели / Робин: Тринаестогодишња девојчица коју родитељи, очигледно хипици, занемарују, а која постаје Бетменов помоћник Робин. Током приче често је замењљивана с бившим „Чудом од дечака”. Спасивши живот Мрачнога витеза, остарели Бетмен јој полаже поверења, иако се Алфред побунио.
- Џејмс Гордон: Пензионисани комесар Полицијске управе Града Готама, који се повлачи на свој 70. рођендан. Свестан је Бетменовога правог идентитета
- Харви Дент / Дволики: Сада је у педесетим годинама и провевши 12 година у Лудници „Аркам”, код доктора Волпера који га је лечио три године. Лицему је поправљено пластичном операцијом. Дентов лекар му даје дијагнозу да је излечен и да је ментално здрав, иако Дент остаје дволики у своме уму. Он терорише град завијеног лица у завоје јер сада обе стране лица, које су здраве, доживљава као ожиљке очигледно сматрајући да му је природно стање једино оно стање лица које му је било разваљено пре операције.
- Џокер: Бетменов главни непријатељ који сада има 60-ак годиа. Буди се из кататоничнога стања након што чује да се Бетмен поново појавио. Планира брутални злочин само да би провоцирао Бетмена.
- Вођа мутаната: Лукава, брутална и албино глава мутаната која жели да контролише Готам и убије свакога ко му се супростави.
- Др Бартоломју Волпер: Дволиков и Џокеров психијатар, противник Бетменовога „фашистичког” маскирања. Волпер је уверен да су Џокер и Дволики жртве Бетменовога крсташког рата. Ломи му врат Џокеров робот Боби у походу на телевизијски студио.
- Елен Јиндел: Наследница Џејмса Гордона на месту комесара. Као капетан у Полицијској управи Града Готама, она је критичар Бетмена, али почиње сумњати у себе након што је Џокер почео да прави злочине.
- Градоначелник Града Готама: Неименовани градоначелник покушава да преговара о миру с Вођом мутаната у време док је овај био у притвору, али га брутално убија Вођа.
- Заменик градоначелника Стивенсон: Заменик градоначелника Града Готама који касније постаје нови градоначелник. Пребацујући одговорност за поступке, наводи да ће повереница Елен Јиндел донети одлуку о поступању према Бетмену.
- Роналд Реган: Председник САД. Налаже Супермену да се обрачуна с Бетменом у Граду Готаму.
- Оливер Квин: Након што су суперхероји забрањени, Квин, који је у педесетим годинама, предузима тајну побуну против владиног угњетавања, укључујући и потапање нуклеарне подморнице. Леву руку је изгубио након сусрета са Суперменом. Упркост инвалидности, Квин је и даље добар стрелац.
- Кал-Ел / Кларк Кент / Супермен: Супермен је сада агент америчке владе и његов тајни идентитет као некадашњег извештача Дејли планета Кларка Кента је јавно познат. У својим унутрашњим мислима презире владино средство, али верује да је то једини начин који му омогућава да спасава животе у данашње време. Појављујући се у тридесетима, због криптоничког стаса процес старења му је спорији од бивших савезника, што је један од разлога зашто више није у стању да сакрије свој тајни идентитет. У последњем делу, он се бори против Бетмена у последњем покушају да владу ослободи своје опречности. Квин га погађа стрелицом криптонита омогућивши тиме Бетмену да му се супротстави.
- Селина Кајл: Када више није Жена мачка, Селина кајл у раним педесетим годинама води посао проституисања.
- Лана Ланг: Главна и одговорна уредница Дејли планета која је изричита подршка Бетмену, појављује се у низу ТВ-дебата у којима се препире с другима око његових метода борбе.
- Дејв Ендокрејн: Водитељ ноћнога ток-шоуа који угошћава Џокера и др Волпера. Њега и његову публику касније убија Џокеров отровни гас. Прављен је по лику Дејвида Летермана.
- Бруно: Вођа групе злочинаца инспирисаних нацизмом. Радећи за Џокера, бори се против Бетмена и Робина, али је Супермен побеђује.
- Абнер: Џокеров крупни послушник. Израђује две роботске лутке, Бобија и Мари, како би убио Џокерову публику у емисији. Касније покушава да убије и Робин на сајму забаве, али га уместо тога обезглављује машина за ролер-костер.
- Синови Бетмена (С. Б.): Групица тинејџера која су раније били Мутанти. Они су постали следбеници од пораза Вође мутаната, иако су превише непослушни и корумпирани, после катаклизме, предузимају оштре мере за контролу улица. На крају следе Бетмена у добрим намерама, а не као раније у лошим.

Од педесетих година прошлога столећа, када је настала аутоцензура стрипова, лик Бетмена побегао је од његових тамнијих, изворних и озбиљнијих корена. Тек је седамдесетих лик поново почео да се појављује у мрачнијим причама; међутим, Бетмен је и даље био често повезан с необичном темом ТВ-серије Бетмен 1960-их, као очински ослонац Робину, а не као маскирани осветник, како би требало да буде представљен.

## Позадина и идеја
Почетком осамдесетих, Ди-Си комикс је унапредио уредника Бетмен групе Дика Џордана за уредника целе компаније. Писац и цртач Френк Милер регрутован тада је за стварање Повратка Мрачног витеза. Џордано је рекао да је са Милером радио на заплету приче:
„Верзија која је коначно урађена односи се на његов четврти или пети нацрт. Основни ток приче био је исти, али успут је било много заобилазних путева.” Током стварања стрипа колега писац и цртач Џон Берн рекао је Милеру да Робин мора да буде девојчица, на шта се Милер сагласио. Милер је рекао да га је за радњу стрипа инспирисао лик Прљави Хари, посебно из филма Изненадни удар из 1983. године у којем се тај лик враћа у борбу против криминала после дужег времена. Стрип је за своје странице користио мрежу од 16 плоча. Свака страница се састојала од комбинације 16 плоча или између 16 и једног панела по страници. Џордано је напустио пројекат на половини серије због неслагања у вези с роковима објављивања. Историчар стрипа Лес Данијелс написао је да је Милерова идеја да игнорише рокове „врхунац тежње ка уметничкој независности”.
Корице Повратка Мрачног витеза приложени су у паковању које је укључивало додатне странице, посебан увез, сјајни папир како би се истакли акварели колористкиње Лин Варли.

## Пријем код публике
Упркос рошковима амбалаже за појединачно издање, Повратак Мрачног витеза се добро продао. По цени од 2,95 долара по издању, Ди-Си комикс је промовисао Пад Мрачног витеза као „акциону причу која тера на размишљање”. Часопис Тајм је написао да је приказ стрипа „полу пензионисаног Бетмена (који) није сигуран у своје способности за борбу против злочина” пример покушаја привлачења данашњих скептичних читалаца. Издато је више од милион комада тог стрипа.
Ретроспективно, стрип се данас сматра једним од највећих дела у историји девете уметности. ИГН комикс рангирао је Повратак Мрачног витеза на првом месту на листи од 25 највећих Бетменових графичких романа икад назваши Повратак Мрачног витеза „правим ремек-делом приповедања” са „сценама након незаборавне сцене”. Године 2005. Тајм је изабрао издање као једно од 10 најбољих графичких романа на енглескоме језику икада написаних. Форбиден планет пласирао га је на прво место од 50 најбољих од најбољих графичких романа. Писац Метју К. Менинг је у поглављу „1980-е” Ди-Си комикс година за годином визуелних хроника прогласио стрип као „вероватно најбољом причом о Бетмену свих времена”.
Графички роман је такође добио неке негативне критике. У априлу 2010. године, Николас Слејтон из Комикс булетина рангирао је Повратак Мрачног витеза као други, поред Надзирача, од топ 10 прецењених стрипова. Слејтон је написао да „овде нема средишње радње стрипа, оставља само сцену присилне борбе између Супермена и Бетмена као врхунац приче.” „Нестале су особине које дефинишу Бетмена”, додавши да је виђена злоупотреба средишњег лика. Њујорк тајмс је такође негативно критикивао ово дело.

## Утицај
Огромна популарност Повратка Мрачног витеза послужила је и за враћање Бетменова лика у средишњу улогу у поп-култури, али је такође (у пару с Надзирачима) започео тзв. Мрачно доба стрипа (негде познато и као модерно доба или гвоздено доба). Мрачне, мутне верзије Готама и Бетмена успешно су ажурирале идентитет лика из верзије Адам Вестове ТВ-серије из 60-их година 20. столећа. Те промене су се показале и киртички и комерцијално довољно успешне да створен нови талас мрачних суперхероја.
Повратак Мрачног витеза је био један од два стрипа, у пару с Надзирачима, који су инспирисали дизјанера Винсента Конара да створи фонт слова познатији као комик санс који је доступан и за ћириличко писмо српскога језика.

## Наставци и спинофови
Троделни наставак издања је написао и илустровао Милер назван је Одмазда Мрачног витеза и објављен је 2001. године. Трећи део деветоделног издања Мрачни витез III објављен је 2015. године, а њега су радили Милер и Брајан Азарело. Поред тога, ова двојица аутора урадили су 2016. године и једнократну причу од 64 странице Повратак Мрачног витеза: Последњи крсташки рат који се дешава пре радње прве приче. Поред тога, Спон/Бетмен је објављен 1994. године као пропратну причу Повратка Мрачног витеза и, према Милеровој недовршеној стерији Ол-стар Бетмен и Робин, Чудо од детета, може се сматрати приквилом, као и четвероделно издање Бетмен: Година прва.
Године 1994, ова верзија Бетмена појавила се у кросовер догађају Нулти час, играјући притом малу улогу.
У марту 2018. г. појавио се у краткој камео у шестом и последњем издању догађаја Мрачни витез: Метал.
Троделна минисерија Супермен: Година прва смештена је у исти универзум као Повратак Мрачног витеза, служећи као изворна прича за верзију Супермена из тог свемира. Млађе верзије Бетмена и Чудесне Жене појавиле су се у трећем издању серије, обележавајући њихов први сусрет са Суперменом.
Од 2019. године, Френк Милер објавио је име и четвртог поглавља стрипа, једнократног престижног формата названог Повратак Мрачног витеза: Златно дете објављеног у Ди-Си блек лејбелу. Прва део је издат у децембру 2019. године, а радили су га Милер и Рафаел Грампа.

## У другим медијима

### Телевизија

#### Неанимирани
- Стивен Амел појављује се као старији Оливер Квин у Легендама сутрашњице у епизоди „Стар сити 2046” са сивом јарећом брадицом и без леве руке климавши главом на приказ лика у Повратку Мрачног витеза.[15] Ова верзија Оливера поново се појављује у кросоверу Криза бескрајних светова који догађаје у „Стар истију 2046” означава не само као алтернативни временски след, већ га означава да се дешава на Земљи 16.

### Филм

#### Неанимирани
- У филму Бетмен заувек из 1995. године, редитељ Џоел Шумахер користи неке референце из стрипа: када се Брус сећа како је као дете пао у пећину и у избрисаној сцени када ГНН њуз прави лошу репутацију Бетмена након његове борбе с Дволиким у готамском мтероу пре него што хеликоптером прати Дволиког.
- Шумахер је продложио филмску адаптацију стрипа Повратак Мрачног витеза када је Ворнер брос наручио њему и сценаристи Акиви Голдсману да створе наставак филма Бетмен заувек, али идеја је била одложена у корист филма Бетмен и Робин. Шумахер је предложио адаптацију Повратка Мрачног витеза, коју је Ворнер брос узео у обзир приликом реконструкције лика.[16] Мајкл Китон (који је тумачио Бетмена у филму Бетмен и Повратак Бетмена) и Клинт Иствуд довођени си у питање за ту улогу Бетмена, док је певач Дејвид Боуи требало поново да тумачи Џокера. Међутим, пројекат је коначно отказан у корист филма Бетмен: Дарнајт, који је такође отказан.[17]
- Бетменово возило Тамблер у филму Бетмен почиње (2005) инспирисано је Бетмобилом из Повратка Мрачног витеза. Оба бетмобила су дизајнирани као велика војна возила направљена за посебне намене.
- Маскирани осветници у филму Мрачни витез (2008) инспирисани су Синовима Бетмена из Повратка Мрачног витеза. Као и Синови Бетмена, и копикети су банда која је инспирисана Бетменовим поступцима, одлучна да следи његов пример користећи крајње насиље над криминалцима.
- У филму Успон Мрачног витеза из 2012. године, редитељ Кристофер Нолан користио је бројне приче, укључујући и Повратак Мрачног витеза као инспирацију за филм.[18] Након смрти Рејчел Доз, Брус Вејн се повлачи из улоге Бетмена и проводи наредних осам година у депресивном стању проузрокованим његовим маскираним деловањем. Брус одлучује да се врати као Бетмен када схвати да се Лига сенки вратила у Готам; Брус користи посебну направу за руку како би надокнадио своју слабу телесност. У филму користи и апаратић за подупирање своје оштећене ноге, а током полицијске потере, два полицајца сведоче неочекиваном повратку Бетмена. Старији полицајац коментарише свом млађем партнеру: „Креће шоу, дете”; На борбу између Бетмена и Бејна утицале су две одвојене борбе између Бетмена и Вође мутаната. Због година неактивности, Бетмен не успева да победи Вођу мутаната и буде тешко претучен. Други пут, Бетмен се брутално бори против Вође мутаната док његови следбеници гледају у тишини. Након што Харви Дент умре у Мрачном витезу, бетмен је лажно оптужен за своју смрт и постаје бегунац. Слично Бетменовим околностима са Џокером у графичком роману. Када је Град Готам у хаосу током катаклизме проузроковане електромагнетним импулсом, Бетмен окупља Синове Бетмена како би зауставио изгреднике на улицама. Слично оном како Бетмен окупља полицију у Готаму у борби против Бејнове војске. На крају, Брус напушта свој лични живот и личност Бетмена исценирајући лжану смрт како би могао започети нови живот и нову каријеру борбе против криминала. У филму Брус исценира смрт како би конано могао да изађе из улоге Бетмена и започне нови живот са Селином Кајл у Фиренци.
- Редитељ Зек Снајдер изјавио је да, иако филм Бетмен против Супермена: Зора праведника из 2016. године има оригиналну премису, филм ипак позајмљује неке елементе из филма Повратак Мрачног витеза. На пример, старији и закржљали Бетмен који је изгубио Џејсона Тода у ранијим годинама, те Бетменов и Суперменов крајњи окршај. И његово одело и оклопно одело подсећају на оне приказе у стрипу.[19] У филму се налазе такође и неколико сцена директно преузетих са страница Милерова дела.
- Водитељ ток-шоуа Дејвид Ендокрајн из Повратка Мрачног витеза послужио је за инспирацију лика Марија Френклина у филму Џокер (2019), а кога је тумачио Роберт де Ниро. Његов интервју с Џокером је донекле сличан с оним у стрипу.
- Компанија Ди-Си је израдила дводелну анимирану адаптацију овог графичког романа.[20][21] Први дио овог дводелног анимираног филма објављен је на ДВД-у и блу реју 25. септембра 2012. године. Наставак је објављен 29. јануара 2013. године. Питер Велер је дао глас Бетмену, а Мајкл Емерсон Џокеру.

### Издања
Године 1996. у знак сећања на десетлећа овог графичког романа, Ди-Си је приредио ново издање у тврдом, а касније и у меком повезу. Укључили су и оригиналне почетне скице за четврту причу (Пад Мрачног витеза) с неколико Милерових скица.
Ди-Си дајрект је објавио статуу Бетмена и Робин у ограниченој серији коју је дизајнирао Милер. Објављен је у пуној величини, а касније и као мини-статуа. Ди-Си дарект је објавио серију акционих фигура заснованих на овом графичком роману 2004. године укључивајући улоге Бетмена, Робин, Супермена и Џокера. Касније је објављен и поклон сет Бетмена и Џокера који укључује оба лика с новим шемама боја које одражавају раније тачке у причи, а објављен је и репринт Повратка Мрачног витеза првобитног издања у престижном формату од 48 страница. Акционарску фигуру Бетмена, онако како се појављује у филму Повратак Мрачног витеза, издао је Метел 2013. године, као део њихове линије фигура Бетмен анлимитед.
У Србији су две издавачке куће издале овај графички роман. Бели пут је штампао два издања, један 2005. године, а други четири године доцније. Године 2020. издавачка кућа „Чаробна књига” штампа овај стрип у натпросечном, великом издању у оквиру серијала „ДЦ голд специјал”.